# Тифенброн
Тифенброн (њем. Tiefenbronn) општина је у њемачкој савезној држави Баден-Виртемберг. Једно је од 28 општинских средишта округа Енцкрајс. Према процјени из 2010. у општини је живјело 5.364 становника. Посједује регионалну шифру (AGS) 8236062.

## Географски и демографски подаци
Тифенброн се налази у савезној држави Баден-Виртемберг у округу Енцкрајс. Општина се налази на надморској висини од 428 метара. Површина општине износи 14,8 km². У самом мјесту је, према процјени из 2010. године, живјело 5.364 становника. Просјечна густина становништва износи 363 становника/km².